# Langues malaïques

Carte montrant l'extension des langues malaïques.

Les langues malaïques (en anglais, Malayic languages) forment un groupe dans la branche malayo-polynésienne des langues austronésiennes. Au nombre de 53, elles sont ainsi nommées d'après le malais, qui constitue le sous-groupe le plus important. 
Le caractère relativement archaïque des langues ibaniques et kendayan a amené le linguiste néerlandais A. Adelaar à penser que le berceau des langues malaïques se trouve à Bornéo. Cette thèse est désormais la plus communément admise par les linguistes d'une part, les spécialistes du monde austronésien d'autre part.

## Classification
Les langues malaïques se répartissent entre les 3 sous-groupes suivants :
- Langues ibaniques (6) :
  - Balau (Malaisie, Sarawak);
  - Iban (Malaisie, Sarawak);
  - Mualang (Indonésie, Kalimantan);
  - Remun, (Malaisie, Sarawak);
  - Seberuang (Indonésie, Kalimantan);
  - Sebuyau (Malaisie, Sarawak),

- Kendayan (2 langues) :
  - Keninjal (Indonésie, Kalimantan);
  - Kendayan (en) (Indonésie, Kalimantan),

- Malais (45 langues, Sumatra, péninsule de Malacca, Bornéo).